# Glaucium
Glaucium és un gènere de plantes amb flors de la família papaveràcia. Consta d'unes 25 espècies de plantes anuals, bienals o perennes herbàcies. Són originàries principalment de les regions estèpiques i desèrtiques de l'Antic Continent (regions irano-turiana, sahariana i mediterrània), Europa, nord d'Àfrica i l'Àsia central i sud-oest. Normalment les espècies del gènere viuen en sòls salins incloent-hi la costa.

## Algunes espècies
Als Països Catalans es troben com autòctones les espècies següents:Glaucium flavum (cascall marí) i Glaucium corniculatum (cascall banyut).
- Glaucium afghanicum
- Glaucium arabicum
- Glaucium bracteatum
- Glaucium calycinum
- Glaucium caricum
- Glaucium corniculatum,Oest d'Europa.
- Glaucium cuneatum
- Glaucium fischeri
- Glaucium flavum, oest d'Europa.
- Glaucium grandiflora, oest del Mediterrani.
- Glaucium judaicum
- Glaucium leptopodum
- Glaucium luteum
- Glaucium persicum
- Glaucium phoenicum
- Glaucium pulchrum
- Glaucium refractum
- Glaucium squamigerum